# Eke fjärd
Eke fjärd este o arie protejată (sit de importanță comunitară — SCI) din Suedia întinsă pe o suprafață de 39,33 ha, integral marine.

## Localizare
Centrul sitului Eke fjärd este situat la coordonatele 59°24′14″N 18°16′11″E / 59.40384°N 18.269705°E.

## Înființare
Situl Eke fjärd a fost declarat sit de importanță comunitară în decembrie 2020 pentru a proteja un număr necunoscut de specii din flora spontană și fauna sălbatică aflate în arealul zonei.

## Biodiversitate
Situată în ecoregiunile boreală și marină baltică, aria protejată conține 1 habitat natural: Golfuri mici înguste din Baltica boreală.
La baza desemnării sitului se află un număr nedeclarat de specii protejate.